# 血水圣灵
耶穌基督血水聖靈全備福音佈道團，又稱聖靈重建教會或全福音左坤使徒教會，簡稱血水聖靈，由左坤於1988年8月在台灣建立。设立之初中华民国政府认定其具有邪教傾向而予以擠壓。台湾著名神学教育网站“归正学义网”将“血水圣灵”定性为异端。1987年開始在中國大陸進行傳教活動，1995年被中華人民共和國政府認定為邪教組織。左坤自称该组织有30万教徒，這個教徒人數的數字並沒有其他人佐證。